# أنطونين ديكاري
أنطونين ديكاري (بالإنجليزية: Antonin Décarie) مواليد 2 ديسمبر 1982 في كيبك، هو ملاكم محترف كندي يصنف ضمن فئة وزن الوسط بدأ مسيرته الاحترافية سنة 2005.

## إحصائيات
خاض خلال مسيرته 33 نزالا، فاز في 31 ولم يتعادل وخسر في 2. فاز بالضربة القاضية في 10 نزالات.

## روابط خارجية
- أنطونين ديكاري على موقع بوكس ريك (الإنجليزية) (registration required)